# Servitud (historieta)
Servitud es una serie de historietas de género fantástico escrita por Fabrice David, dibujada y coloreada por Eric Bourgier y publicada originalmente en francés por la editorial Soleil y en español por Norma Editorial. El argumento narra la historia de un mundo imaginario poblado por humanos y criaturas mágicas como los dragones. El primer tomo incluye un mapa de la región ficticia donde tiene lugar la acción, el segundo presenta un apéndice que describe y define los términos usados por los Drekkars, antagonistas principales hasta el momento, y su organización social, mientras que el tercero presenta un detallado anexo que describe con sumo detalle las fuerzas presentes en la batalla marco de la acción del tomo, los acontecimientos que llevaron hasta ella, su desarrollo mediante gráficos para indicar la posición de las fuerzas de cada bando y las consecuencias de su devenir.

## Sinopsis
La acción tiene lugar en el reino de los Hijos de la Tierra, una rama de los humanos que se benefició en épocas pasadas del mecenazgo de la raza de los Gigantes, uno de los cinco poderes del mundo que guían el destino de los hombres y que llegaron a mezclar su sangre con la de los humanos dando lugar a la nobleza dirigente y aumentando largamente su esperanza de vida entre otros dones. Dicho reino lleva varios siglos dividido en tres principados desde la muerte de Afenor, su rey, además de la de todos los gigantes en su enfrentamiento final contra los dragones y el pueblo humano al que apoyaban estos, los Drekkars, y el consiguiente reparto de las tierras entre los tres hijos del rey. Las tres provincias (que lleva cada una el nombre de un hijo de Afenor) son Anoroer, gobernada por Garantiel, Arkanor, gobernada por Ribén y Veriel, gobernada por Terdall.
Al comienzo de la serie Garantiel está cerca de culminar su objetivo de unificar el reino de nuevo bajo su mandato, simbolizado por la Corona de Hierro, tras extensas relaciones diplomáticas que le ganaron el apoyo de Arkanor para su causa quien también apoya su política de infundir sangre nueva en sus debilitadas casas mediante matrimonios de nobles con plebeyos de demostrada valía. Uno de esos actos es la boda del protagonista principal, Kiriel, maestro de armas del rey, con la hija de este, Lérine, que además reúne y presenta a buena parte de los personajes importantes de la historia mientras rumores de asaltos y agitación en la frontera entre Anoroer y Veriel y la ausencia de su gobernante, que desaprueba las acciones de Garantiel, agrian la celebración. Sin embargo lo que lleva a que todos los planes se vean trastocados es el descubrimiento de que las fuerzas destinadas a acabar con los ataques han sido erradicadas por los drekkars y sus señores dragones, vistos por primera vez en siglos después de su victoria contra los gigantes en el Paso de Farkás y su posterior retirada y desaparición.

## Autor de la serie
Preguntado sobre la obra de George R. R. Martin, Eric Bourgier declaró:

Descubrí tardíamente las novelas de Canción de hielo y fuego y debo decir que ha sido todo un fenómeno con el que no tenemos la intención de rivalizar, pero es cierto que existe un espíritu común con nuestro universo.

## Títulos
Se han editado los siguientes álbumes:
1. El Cantar de Anoroer (Le Chant d'Anoroer, 18 de mayo de 2006) ISBN 978-84-9847-414-5
2. Drekkars (Drekkars, 3 de diciembre de 2008) ISBN 978-84-9847-949-2
3. El adiós a los reyes (L'Adieu aux rois, 9 de noviembre de 2011) ISBN 978-84-679-0893-0
4. Iccrins (25 de junio de 2014) ISBN 978-84-679-1790-1
5. Shalin (de próxima aparición)

## Editorial
Original en francés
- Soleil: Tomos 1 a 4

En español
- Norma Editorial: Tomos 1 a 4